# Henryk Kobryń
Henryk Kobryń – profesor zwyczajny, doktor habilitowany nauk weterynaryjnych, były kierownik Katedry Nauk Morfologicznych na Wydziale Medycyny Weterynaryjnej SGGW w Warszawie, członek Komitetu Nauk Weterynaryjnych PAN, zastępca prezesa Zarządu Głównego Polskiego Towarzystwa Anatomicznego, uczeń i jeden z najbliższych współpracowników profesora Kazimierza Krysiaka. Tytuł profesora otrzymał w 2000 roku.
Odznaczony Krzyżem Kawalerskim Orderu Odrodzenia Polski (2005).